# Дущенко, Евгений Васильевич
Евге́ний Васи́льевич Ду́щенко (укр. Євген Васильович Дущенко; 23 июня 1925, Одесса — 25 апреля 2011, Киев) — советский и украинский дирижёр, педагог. Народный артист Украинской ССР (1982). Профессор.

## Биография
Родился в Одессе, в семье рабочего-печатника. В 1937 году по доносу отец был репрессирован и направлен в Магадан. Детство и юношество прошло в родном городе. Там застала его Вторая мировая война. Он воевал на территориях Западной Украины, Румынии, Болгарии, Польши, Чехословакии, Германии, Республики Беларусь и Венгрии.
Окончил Одесскую консерваторию как хормейстер в 1950 году по классу К. Пигрова,класс дирижирования доцент В. П. Базилевич. Как лучший студент в 1953 году был направлен в Киевскую консерваторию на только открывшийся факультет оперно-симфонического дирижирования (класс В. Пирадова).

В 1950—1953 годах — хормейстер Украинской хоровой капеллы «Думка».

В 1953—1957 годах — дирижёр Симфонического оркестра Одесской филармонии, главный дирижёр Одесского театра оперетты, параллельно преподавал хормейстерские дисциплины в Одесской консерватории.

В 1957—1959 годах — дирижёр Симфонического оркестра Украинского радио и телевидения.

В 1959—1963 годах — главный дирижёр Харьковской филармонии.

В 1963—1973 годах — главный дирижёр Харьковского академического театра оперы и балета им. Н. В. Лысенко.

С 1959 по 1972 годы преподавал в Харьковской консерватории — Институте искусств им. И. П. Котляревского (с 1959 года — старший преподаватель, с 1968 года — в должности доцента) и руководил там студенческим симфоническим оркестром. Его ученики по классу оперно-симфонического дирижирования: Виктор Иконник, Виктор Мутин, Шалико Палтаджян, Николай Шпак, Анатолий Мархлевский.

В 1973—1983 годах — главный дирижёр Киевского театра оперетты.

В 1983 году инициировал открытие единственного на Украине детского оперного театра (ныне — Киевский муниципальный академический театр оперы и балета для детей и юношества). Десять лет был бессменным художественным руководителем и главным дирижёром этого театра.
С 1973 года преподавал оперно-симфоническое дирижирование в Киевской консерватории (с 1986 года — профессор). С 1993 года полностью перешёл на преподавательскую работу и возглавлял кафедру оперно-симфонического дирижирования Национальной музыкальной академии Украины имени П. И. Чайковского.

## Звания и награды
- Заслуженный деятель искусств Украинской ССР (1960)
- Народный артист Украинской ССР (1982)
- Орден «Знак Почёта» (1967)

## Оперные и балетные постановки
Харьков
- Манон Леско (Дж. Пуччини)
- Василий Губанов (Д. Клебанов)
- Евгений Онегин (П. И. Чайковский)
- Пиковая дама (П. И. Чайковский)
- Аида (Дж. Верди)
- Бал-Маскарад (Дж. Верди)
- Риголетто (Дж. Верди)
- Трубадур (Дж. Верди)
- Любовный напиток (Г. Доницетти)
- Снегурочка (Н. А. Римский-Корсаков)
- Фауст (Ш. Гуно)
- Кармен (Ж. Бизе)
- Тарас Бульба (Н. В. Лысенко)
- Даиси (З. Палиашвили)
- Ромео и Джульетта (С. Прокофьев)
- Золушка (С. Прокофьев)
- Легенда о любви (А. Меликов)
- Жизель (А. Адан)
- Шопениана (Ф. Шопен-А. Глазунов)